# Закон на Годуин
Законът на Годуин (на английски: Godwin's law) е хумористично наблюдение, направено от Майк Годуин през 1989 – 1990 година, станало пословично за интернет през годините. То гласи: „Колкото по-дълга става една онлайн дискусия, толкова по-близка до 1 става вероятността в нея да се появи сравнение, свързано с нацистите или Хитлер“. С други думи Годуин прави саркастичното наблюдение, че за достатъчно дълъг период от време всяка дискусия, без значение от темата и обхвата си, неминуемо завършва с Хитлер и нацистите.
Законът на Годуин често се цитира в онлайн обсъждания като своеобразна спирачка срещу употребата на аргументи от разпространената форма Reductio ad Hitlerum. Правилото не прави уговорки относно това дали всяка конкретна референция или сравнение, свързано с нацизма и Хитлер ще бъде уместно, а само подчертава, че вероятността за поява на такава референция или сравнение се повишава с нарастването на дискусията. Въпреки че в една от ранните си формулировки законът на Годуин се отнася конкретно до дискусиите в новинарските групи на Usenet, той често е приложим и към всякакви платформи за онлайн дискусии като чат стаите, форумите, коментарните секции в блоговете.
Законът на Годуин е в сила специално за неуместните, извънредни и преувеличени сравнения на ситуации и опоненти с Хитлер, нацистите и техните действия и идеология. Той не се отнася до обсъждания, които тематично са свързани с нацизъм, геноцид, пропаганда, евгеника (расово превъзходство) и други базови концепции в нацистката идеология, нито толкова при обсъждания на други тоталитарни режими, тъй като сравненията с нацизма в такъв контекст могат да бъдат уместни.
Самият Годуин твърди, че е формулирал закона си като меметичен експеримент. Той не претендира да може да установява заблуди в аргументацията, а е меметично средство за намаляване честотата на неуместните хиперболизирани сравнения. По думите на Годуин: „Въпреки че той е нарочно формулиран като природен или математически закон, целта му винаги е била реторична и педагогична: Исках хората, които лекомислено правят сравнения на други хора с Хитлер и нацистите, да помислят малко по-сериозно за това какво е бил Холокостът“. 